# Klukowo (gmina)
Klukowo est une gmina rurale du powiat de Wysokie Mazowieckie, Podlachie, dans le nord-est de la Pologne. Son siège est le village de Klukowo, qui se situe environ 17 km au sud de Wysokie Mazowieckie et 60 km au sud-ouest de la capitale régionale Białystok.
La gmina couvre une superficie de 123,77 km2 pour une population de 4 681 habitants.

## Géographie
La gmina inclut les villages de Gródek, Janki, Kaliski, Kapłań, Klukowo, Klukowo-Kolonia, Kostry-Podsędkowięta, Kostry-Śmiejki, Kuczyn, Lubowicz Wielki, Lubowicz-Byzie, Lubowicz-Kąty, Łuniewo Małe, Łuniewo Wielkie, Malinowo, Piętki-Basie, Piętki-Gręzki, Piętki-Szeligi, Piętki-Żebry, Sobolewo, Stare Kostry, Stare Warele, Stare Zalesie, Trojanówek, Trojanowo, Usza Mała, Usza Wielka, Wiktorzyn, Wyszonki Kościelne, Wyszonki-Błonie, Wyszonki-Klukówek, Wyszonki-Nagórki, Wyszonki-Włosty, Wyszonki-Wojciechy, Wyszonki-Wypychy, Żabiniec et Żebry Wielkie.
La gmina borde les gminy de Boguty-Pianki, Brańsk, Ciechanowiec, Czyżew-Osada, Rudka et Szepietowo.